# ビジネスプロセスモデリング

ビジネスプロセスモデリング表記法と通常のフローを持つプロセスのビジネスプロセスモデリングの一例

ビジネスプロセスモデリング（Business Process Modeling）は現在のプロセスを分析・改善するための、事業体によるプロセスモデリング活動である。
ビジネスプロセスモデリングは典型的に、事業分析家とプロセスの効率と品質を改善しようとするマネージャによって実行される。ビジネスプロセスモデリングによって行われるプロセス改善は、ビジネスプロセスをモデル化することに必要な共通の駆動力である。
変更管理プログラムは、典型的に改善された事業プロセスを実践に移すことに関わる。大きなプラットフォームベンダーから先進技術を伴った、完全実行可能な（そしてシミュレーションや両方向エンジニアリングの能力を持つ）ビジネスプロセスモデリングのバージョンが連日現実に近づいてきている。

## 歴史
フローチャート、機能フロー・ブロック・ダイアグラム、コントロール・フロー・ダイアグラム、ガントチャート、PERT図、及びIDEFのような、ビジネスプロセスをモデル化する技法が、20世紀の初めから登場してきた。
ガントチャートは1899年前後に、1920年代にフローチャートが、機能フロー・ブロック・ダイアグラムとPERT図が1957年に、コントロールフローダイアグラムとIDEFが1970年代に初めて現れた。近代的な手法は統一モデリング言語とBPMNである。これらの表現は、事業プロセスをドキュメント化するため年代を超えて使われる手法論の分派である 。
用語としてのビジネスプロセスモデリング自身は、システム工学の分野で1967年のS. Williams の論文『Business Process Modeling Improves Administrative Control,』によって、1960年代に造られた。彼のアイディアは、物理的コントロールシステムのより良い理解を得るための技術は、ビジネスプロセスのためと類似の方法を使うことによって行われるであった。
ソフトウェア工学 分野における用語『ビジネスプロセスモデリング』はソフトウェア開発中の実践の状態により焦点を当てることを目指している、一般的ソフトウェアプロセス・モデリングとは対峙している。1990年代初期に、事業プロセスを描く全ての既存と新しいモデリング技法が考察され、『ビジネスプロセスモデリング言語』と呼ばれた。オブジェクト指向アプローチにおいて、それは、事業アプリケーションシステムの使用における本質的ステップであるべきと考えられた。ビジネスプロセスモデリングは、新しい方法論の基盤となった。データ収集、データ･フロー分析、プロセス・フロー・ダイアグラム、あるいは報告ファシリティの支援もまたその例である。1995年頃に、事業プロセスのモデリングと実装のための可視化指向ツールが現れた。

## ビジネスプロセスモデリングのトピックス

### ビジネスモデル
ビジネスモデルは、経済的、社会的、及びその他の価値の形式を創り出すフレームワークである。用語'事業モデル'は、そこで、目的、提供物、戦略、インフラ、組織的構造、取引実践、及び運用プロセスと方針を含む、事業の中核局面を表現する非公式及び公式な記述の幅広いレンジで使われる。
ほとんど基本的感覚で事業モデルは、会社がそれ自身維持できる、すなわち収益を得る、事業を行う方法である。事業モデルは、どのように会社がバリュー・チェーンにおけるどこに位置付くかを特定することによってお金を作れるかを唱える。

### ビジネスプロセス
ビジネスプロセスは特定の顧客のため、特定のサービスまたはプロダクト（特定化された目標）を創り出すために関係づけられ、構造化されたアクティビティまたはタスクの集合である。
ビジネスプロセスはそれら自身の属性を持つ、複数のサブプロセスに分割できるが、しかしスーパープロセスの目標を達成するため貢献する。ビジネスプロセスの分析は典型的に、プロセスのマッピングとアクティビティレベルへのサブプロセスを含む。ビジネスプロセスは、1つ以上のビジネスプロセスのモデル化であり、そして運営が組織の向かう目的を達成するため実行される道筋を定義する。そのようなモデルは抽象的に残され、そのモデルの用途に依存する。それは、ワークフローまたはビジネスプロセス間の統合を記述出来る。

### 創作物中心のビジネスプロセス
創作物中心ビジネスプロセスモデルはそれがビジネスプロセスの運用的仕様を獲得する高い柔軟性を持ったソリューションを提供する、ビジネスプロセスのモデリングのための新しい有望なアプローチとして登場した。それは特に、事業関連のデータオブジェクト、それらの製品ライフサイクル、及び関係するサービスを特徴づけることにより『創作物』として知られる、ビジネスプロセスのデータを記述することに焦点を当てる。創作物中心のプロセスモデリングアプローチは、事業運営とワークフロー確立と進化の柔軟性を支援する自動化を促進する。

## 事業プロセス・モデリングのツール
事業プロセス・モデリング・ツールは、事業ユーザーに、彼らの事業プロセスをモデル化し、それらのモデルを実装と実行し、そして実行されたデータに基づきモデルを洗練する能力を提供する。結果として、事業プロセス・モデリング・ツールは、コーポレート・事業プロセスの中心化とメトリクスの実行と同じように、事業プロセスへの透明性を提供できる。

### モデリングとシミュレーション
モデリングとシミュレーションは、機能的に『What-if』モデリングとシミュレーションの事前実行を可能にする。事後実行の最適化は、実際の実施メトリクスの分析に基づいて利用可能である。
統一モデリング言語(UML)における事業プロセス・モデリングダイアグラムは、イヴァー・ヤコブソンによって1992年に創作されたユースケース図である。現在ではUMLに統合された。また、アクティビティ図も現在UMLに採用された。
ビジネスプロセスモデリング技法には次のようなものがある。
- BPMN
- CogNIAM（英語版）
- xBML（英語版）
- EPC
- 統合化定義手法 (IDEF0、IDEF3)
- Eriksson-Penkerのような事業プロセスのためのUML拡張
- 役割アクティビティ・ダイアグラム（RAD）[5]

### BPMのプログラミング・ツール
BPMスーツ・ソフトウエアは、事業体アプリケーションにBPMエンジンを構築することを可能にするプログラミング・インタフェース（Webサービス、アプリケーション・プログラム・インタフェース（API））を提供する。この構成要素は、しばしばBPMスーツのエンジンとして参照される。
BPMのため紹介されているプログラミング言語には以下を含む。
一部の規格
- BPMN
- BPEL
- WS-CDL（英語版）
- XPDL

いくつかのベンダー特定言語
- ARIS（英語版）EPCサポート
- jBPM（英語版）

事業プロセスモデリングに関係するその他の技術は、モデル駆動型アーキテクチャとサービス指向アーキテクチャがある。

## 関係するトピックス

### 事業参照モデル
事業参照モデルは、ある事業体、サービス組織あるいは政府機関の機能的及び組織的局面に集中した、一つの参照モデルである。一般的に参照モデルは、基本目標や何かのアイデアを包含しそして様々な目的のための参照としてみることができる、何かの一つのモデルである。事業参照モデルは、一つの組織の事業運営を、それらを実行する組織的構造とは独立に記述する手段である。事業参照モデルの他のタイプは、事業プロセス、事業機能、及び事業領域の事業参照モデル間の関係をも描き出す。これらの参照モデルは、レイヤーで構築され、そしてサービス・コンポーネント、技術、データ、あるいは性能の分析の一つの基盤を提供する。

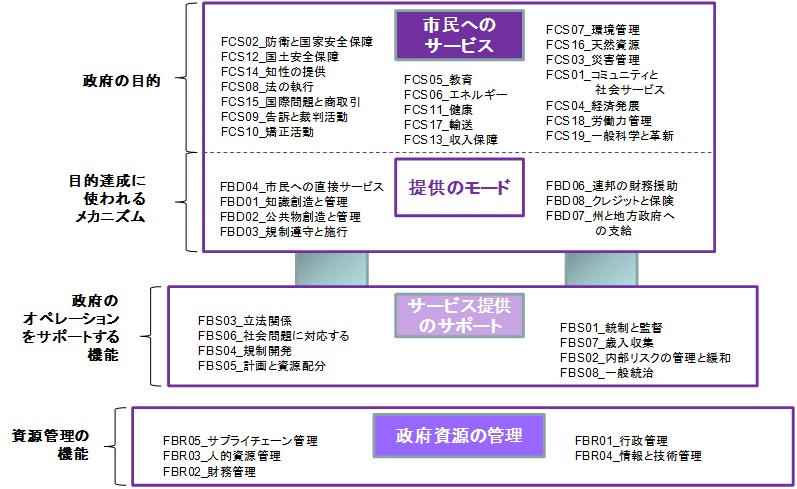
米連邦政府の事業参照モデルの例。

最も知られた事業参照モデルは、米国連邦政府の事業参照モデルである。そのモデルは、連邦政府の事業運営を、それらを遂行する機関と独立に、記述する機能駆動型フレームワークである。事業参照モデルは、連邦政府の日常の事業運営を記述するため階層的に構成される、組織化を提供する。多くのモデルが組織を記述する（組織チャート、ロケーション・マップなど）ため存在する一方で、このモデルは、機能的な駆動アプローチを使って事業を表現する。

### 事業プロセス統合

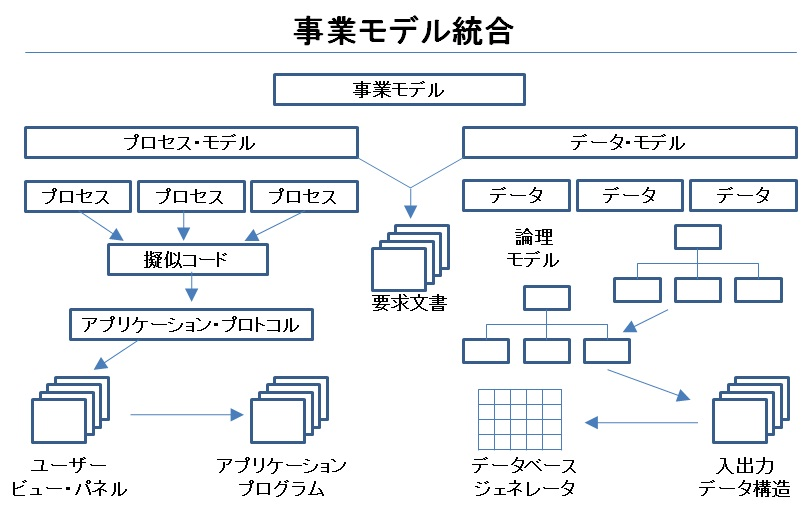
事業プロセスとデータ・モデル間の統合の例

事業プロセスモデルの詳述と考えられるビジネスモデルは、典型的にビジネスプロセスと同じように事業データと事業組織を示す。ビジネスモデルとそれらの情報フローを示すことによって、ビジネスモデルは事業利益関係者に、彼らの事業体の事業を定義し、理解させ、そして検証することを可能にする。事業モデルのデータモデル部分は、ソースコードを開発する際有用な、どのように事業情報が格納されるかを示す。
通常ビジネスモデルは、事業分析過程の一部である、インタビューを行った後作成される。インタビューは、主題の事業・プロセスについて情報を抽出ための一連の質問を聞くファシリテータによって行われる。そのインタビューアは、事業プロセス情報を提供する、ファシリテータではない、参加者であることを強調するため、あえてファシリテータとして参照される。ファシリテータは主題のビジネスプロセスのいくらかの知識を持つべきであるが、しかしこれは事業エキスパートにインタビューする実際的でかつ厳密な手法の精通ほど重要ではない。ほとんど事業体ためファシリテータのチームが事業体を横切って情報を集める必要があり、そしてインタビューアの全ての発見は一旦編集され統合され完成させられなければならないことから、その手法は重要である。
ビジネスモデルは、最終成果が『As-is』スナップ・モデルと呼ばれるケースの、プロセスの現在状態、あるいは結果が『To-be』となる、どのようなプロセスになるべきかの概念のいずれもを定義するため開発される。『As-is』及び『To-be』モデルを比較あるいは対比することにより、事業分析者は、もし既存プロセスと情報システムが聞いたままでほんの少しの修正を必要とのみか、あるいはリエンジニアリングが問題を修正し、あるいは効率を改善するため要求されるかを決めることができる。結果的に、事業プロセス・モデリングと続く分析は、事業体がその運用を実施する方法を基本的に作り直すため使われ得る。

### 事業プロセス・リエンジニアリング

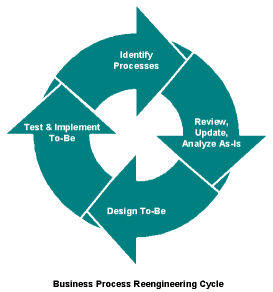
ビジネス・プロセス・リエンジニアリング・サイクル

ビジネスプロセス・リエンジニアリング（BPR）は、組織内及び横断のに在るビジネスプロセスの効率性と効果性を昇降させる手段によって改善を目指す一つのアプローチである。ビジネスプロセス・リエンジニアリングのカギは、組織のため、『クリーン・スレート（clean slate）』の観点から彼らの事業プロセス見定め、そして彼らが、如何に事業を行うかを改善するため、これらプロセスを最善に組み立てられるかを決める。
BPRは、民間セクターの技法として、顧客サービスの改善、運用コストの縮減、及びワールド・クラスの競合力を劇的に達成するため、彼らが彼らの作業をどの様に行うかを、組織が基本的に考え直すのを助けるため始まった。リエンジニアリングのための主要なきっかけは、複雑化した情報システムとネットワークの開発と配備の継続であった。先導的組織は、行っている現在の方法を洗練するよりむしろ、ビジネスプロセスの革新をサポートする、この技術を使ってより力強くなっている。

### 事業プロセス管理
ビジネスプロセス管理は、クライアントの望みあるいはニーズに組織を整合させることに焦点を当てたマネジメントの一つの分野である。それは、事業が革新、柔軟性、及び技術との統合の努力をする一方で、有効性と効率性を促進する全体的管理的アプローチである 組織が彼らの目的を得ようと努力するにつれ、事業プロセス管理は、プロセスを継続的に改善すること（あなたのプロセスを定義し、測定しそして改善する過程－『プロセス最適化』過程）を試みる。